# Martin Deslandes
Pour les articles homonymes, voir Deslandes.
Martin Deslandes est un auteur dramatique français du XIXe siècle.

## Biographie
Ses pièces ont été représentées au Théâtre de la Porte Saint-Martin. 

## Œuvres
- Elfride, mélodrame en trois actes, avec Benjamin Antier, 1822
- Le Treize octobre, drame en trois actes, 1822
- Le Nouvelliste ou le plan de campagne, comédie-vaudeville en 1 acte, avec Benjamin Antier et Félix de Croisy, Théâtre de la Porte-Saint-Martin
- Camoëns, drame historique en cinq actes, 1829
- Les Travestissemens, opéra-comique en un acte, avec Paulin Deslandes, 1839
- Tabarin, comédie en trois actes, mêlée de couplets, avec Dumanoir, 1842
- La Poissarde, ou, Les Halles en 1804, drame en cinq actes, avec Charles Dupeuty, 1852